# Святица (Кировская область)
Святица — село в Фалёнском районе Кировской области России. Входит в состав Медвеженского сельского поселения.

## История
Название получило по названию реки.
Село Святица (Святицкое, Светица) основано, по мнению историка О. Н. Виноградова, 19 августа 1651 года. Первая деревянная церковь построена в 1651 году и названа в честь и память Всех Святых (Всехсвятская).
Таким образом, Святица — первое село на территории современного района.
Сначала село представляло небольшое поселение — всего 5 домов. В 1908 году село являлось центром Святицкой (Лекомской) волости Глазовского уезда, а приход состоял из 73 деревень и починков Глазовского и Слободского уездов. Таким образом уже к 1926 году Святица — в Фаленской волости, состоит из 27 хозяйств, на территории проживает 63 жителя. Церковь закрыли в мае 1940 года.
Постепенно население разрасталось, и уже Святицкая волость включала 22 деревни: Бородинцы, Барминцы, Воробьи, Горемышено, Зарубёнки, Зверёнки, Карманы, Крестово, Комары, Лекомцы, Мусовляне, Рассказёнки, Савинцы, Светица, Сочни, Табани, Большие Табани, Малые Торопёнки, Шаминцы, Шишканы, Шлепичёнки, Шукли, Щекино. В 70-х годах многие жители этих пунктов переехали в Святицу, и малые деревни перестали существовать. Советский сельский Совет депутатов трудящихся образовался в 1924 году, назывался он Святицкий. На территории сельсовета находилось 24 населённых пункта.
С ноября 2005 г. Советский сельский округ преобразован в Советское сельское поселение. С октября 2009 г. — в администрацию Медвеженского сельского поселения, путем реорганизации в форме соединения администраций Советского и Медвеженского сельских поселений.

## Население
| 1717 | 1763 | 1873 | 1891 | 1905 | 1926 |
| ---- | ---- | ---- | ---- | ---- | ---- |
| 30   | ↗47  | ↗68  | ↗91  | ↘70  | ↘63  |
| 1989 | 2002 | 2010 |      |      |      |
| ↗421 | ↗439 | ↘355 |      |      |      |

## СПК колхоз имени «Свердлова»
2 июля 1931 года в центральной части Фаленского района образовался первый колхоз «З-й Интернационал». Располагался он на территории одного населённого пункта — села Святица, председателем назначен Кузьма Петрович Фукалов. В 1934 г. произошло укрупнение — вошли колхозы «Краснофлотец» д. Шишканы, «1-е Мая» д. Мысовляне, председателем избран Константин Зорин.
В 1952 г. в результате укрупнения и объединения мелких колхозов, на территории Советского с/с организовали один колхоз имени Свердлова. До 1964 г. председателем был Алексей Назарович Ситников.

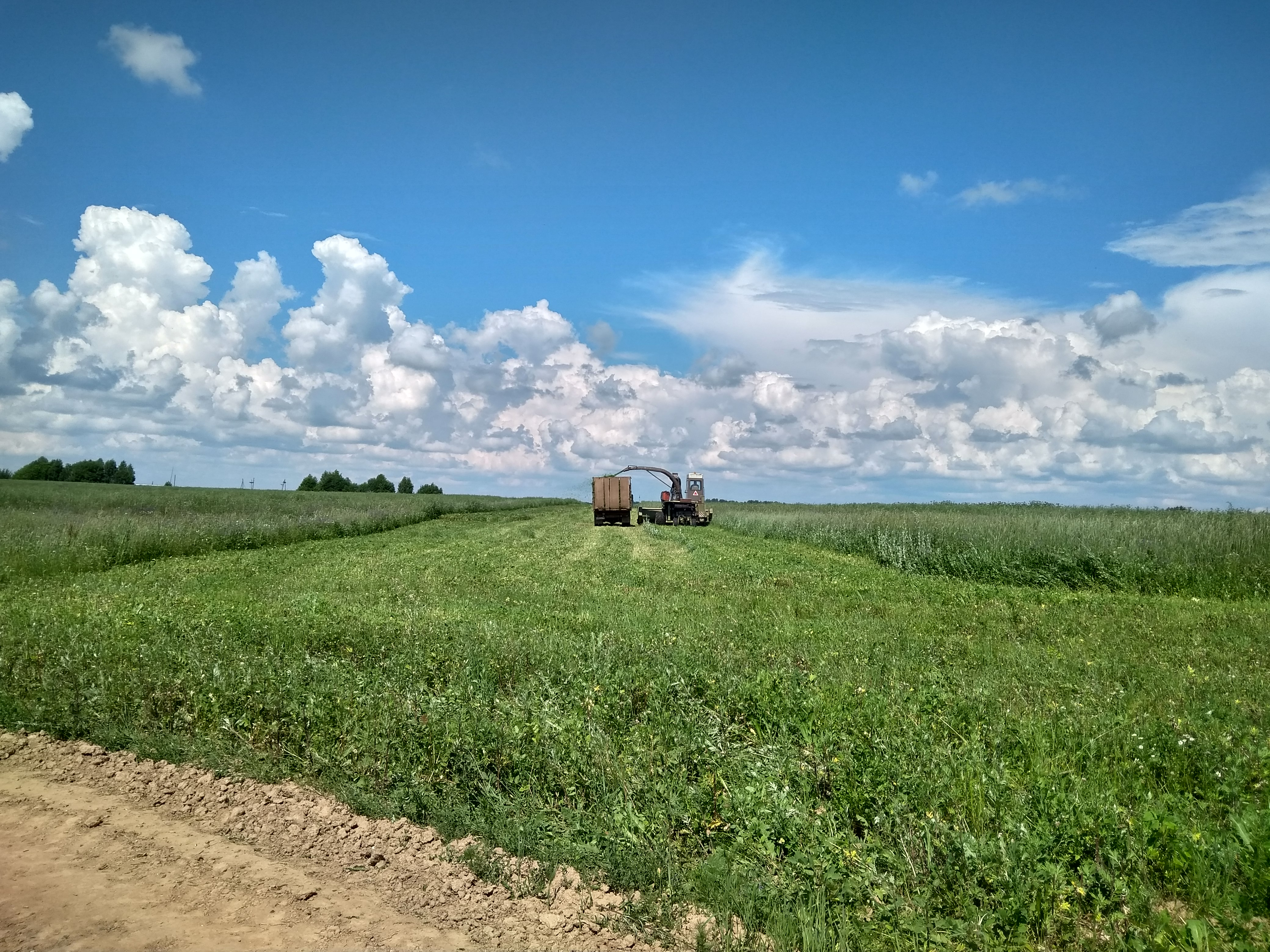
Заготовка кормов в СПК колхозе им. Свердлова

С 1964 по 1970 гг. колхоз носил название — сельхозартель имени Свердлова, председателем правления работал Вадим Викторович Винокуров. 7 февраля 1970 г. общее собрание членов колхоза переименовало сельхозартель в колхоз имени Свердлова и утвердили Устав. За время своего правления, 1964—1975 г.г, В. В. Винокуров сделал много для села: были построены дороги, тёплые ремонтные мастерские, построен новый просторный магазин, школа в деревянном исполнении, начато строительство Дома Культуры. Возросли производственные показатели и дисциплина.
С 1975 по 1982 гг. председательствовал Алексей Алексеевич Казенин. Экономика хозяйства шла в гору: построены 2 фермы, новое здание конторы колхоза, детский сад. Широко велось строительство жилых домов, дальние деревни сселялись на центральную усадьбу. Некоторые дома несколькими тракторами целиком перевозились из деревень, при этом даже русские печи в них не разбирались. Руководитель активно способствовал развитию художественной самодеятельности на селе.
С 1982 по 2008 гг. возглавлял колхоз Александр Павлович Шулятьев. При нём были построены и пущены в эксплуатацию свинарники, 3 фермы КРС, конный двор, двор по беспривязному содержанию КРС, 2 картофелехранилища, здание машинного двора, медпункт, школа в кирпичном исполнении, новый бетонный мост через реку Святица. С 1986 г. по 1990 г. шло активное строительство жилых домов частного сектора. Дома строились из бруса и газосиликатных блоков. Вводились новые технологии производства. Благодаря умелому руководству колхоз наращивал производство и по экономическим показателям был в числе первых в районе. По итогам работы за 2000 год колхоз признан одним из лучших в районе.
С 2008 по 2016 год сельскохозяйственный кооператив возглавляет Жвакин Алексей Иннокентьевич.
С 2016 по настоящее время Гвоздев Сергей Сергеевич.
На данный момент сельхозпредприятие занимается выращиванием КРС и зерновых культур.

## Святица в годы Великой Отечественной войны
Во время Великой Отечественной войны на территории села был организован в здании интерната, детский дом для эвакуированных детей из Блокадного Ленинграда.

## Достопримечательности

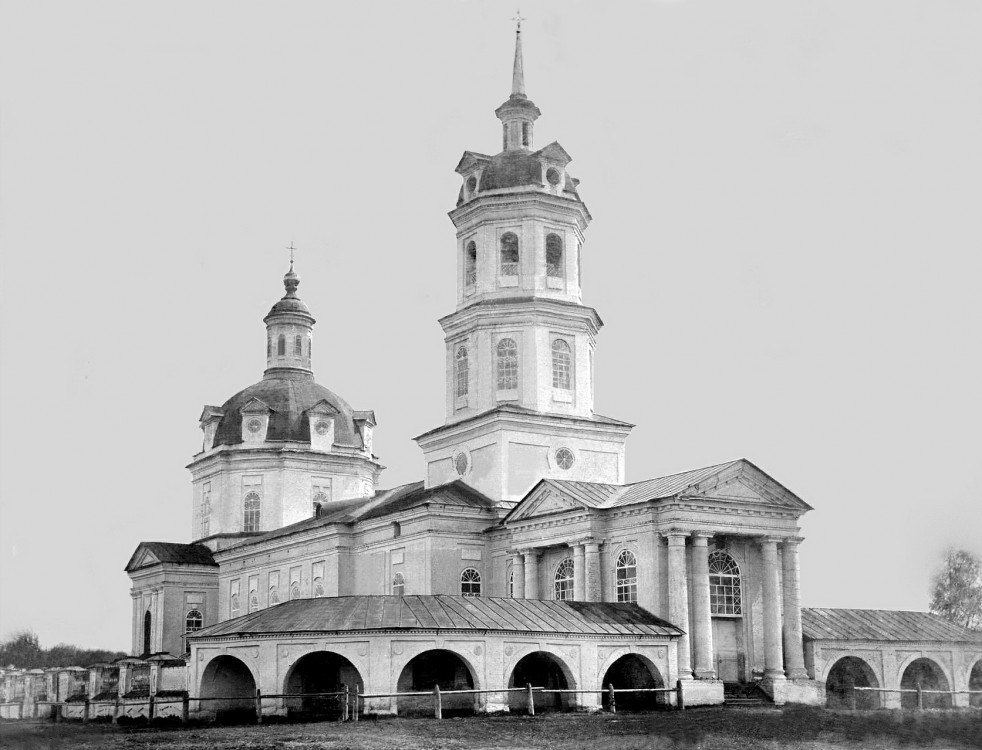
Святицкая Успенская церковь около 1915 г.

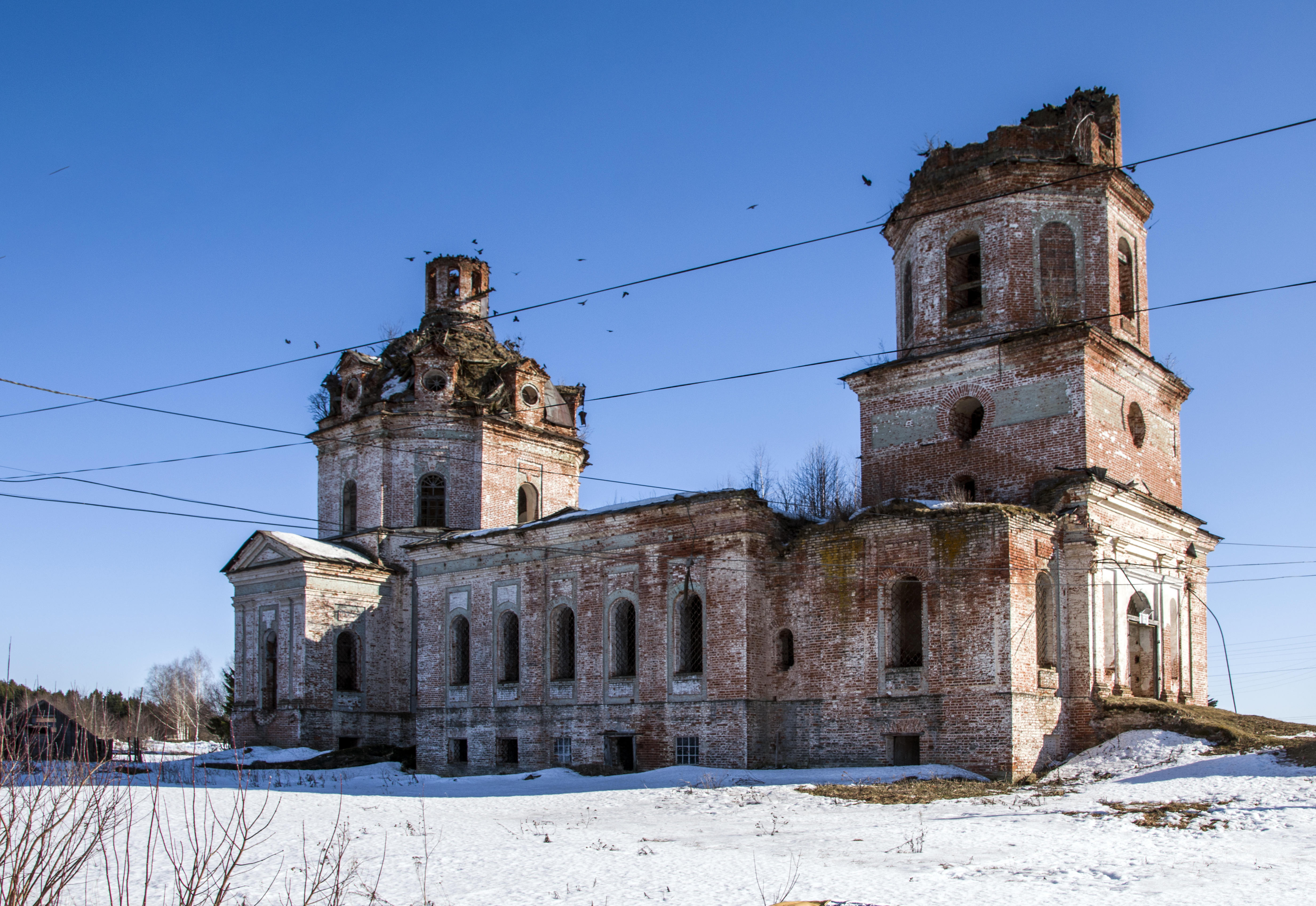
Святицкая Успенская церковь в 2020 г.

### Церковь Успения Пресвятой Богородицы
29 сентября 1813 года в Святице возведен и освящен новый каменный храм во имя Успения Божьей Матери с двумя приделами в честь Всех Святых и Святейших Афанасия и Кирилла Александрийских патриархов. Позднее, в подвальном этаже, устроен ещё один, пещерный престол в честь Св. Пророка Ильи. Самой ценной вещью данной церкви являлся Служебник, изданный в Москве в 1657 году.
Чуть позднее, в 1853 году была построена ещё и деревянная Трехсвятительская кладбищенская церковь, но в советское время подвергшееся к утилизации.
В 1882 году часовню превратили в церковь, которую назвали в честь Архангела Михаила.
Согласно записям 1872 года, Святицкий приход составлял 79 селений, а уже 1908 приход был из 73 деревень и починков Глазовского и Слободского уездов. Село являлось центром Святицкой (Лекомской) волости, Глазовского уезда.
В советское время церковь притерпела ряд кардинальных изменений. Во-первых: 3 февраля 1919 г. отдел особых формирований по делу о контрреволюционной агитации в Святицкой волости Глазовского уезда приговорил трех священников к расстрелу. В связи с этим делом Святицким исполкомом было вынесено постановление «о запечатании церкви и полном прекращении церковных обрядов». 30 декабря 1919 г. представители церковной общины подписали с председателем Святицкого совета Игнатием Шуклиным соглашение о передаче церковных зданий в бессрочное и бесплатное пользование.
Полное закрытие церкви состоялось 25 мая 1940 г. на основе решения Исполкома Областного Совета. Успенская церковь и сохранилась до наших дней в полуразрушенном виде.

### Дом купца Морозова
Один из сохранившихся старинных домов, некогда принадлежавший Морозову Василию Дмитриевичу. Дом примерно был построен в IX—XX столетиях, точная дата отсутствует, но согласно Ревизской сказке, Василий Дмитриевич числился среди домовладельцев села Святицы ещё в 1891 году. В начале XX века ему принадлежал так же деревянный магазин, стоявший напротив церкви, на торговой площади.
В советское время в нём размещалась сельская больница, причем это был стационар на несколько коек. Потом здание перешло школе, использовалось под школьную столовую, а позднее — под учебные мастерские.
На данный момент Дом купца Морозова находится в аварийном состоянии.

### Памятник воинам-землякам, погибшим в годы Великой Отечественной войны
Памятник был воздвигнут в честь 30-летия победы над фашистской Германией.

## Известные уроженцы

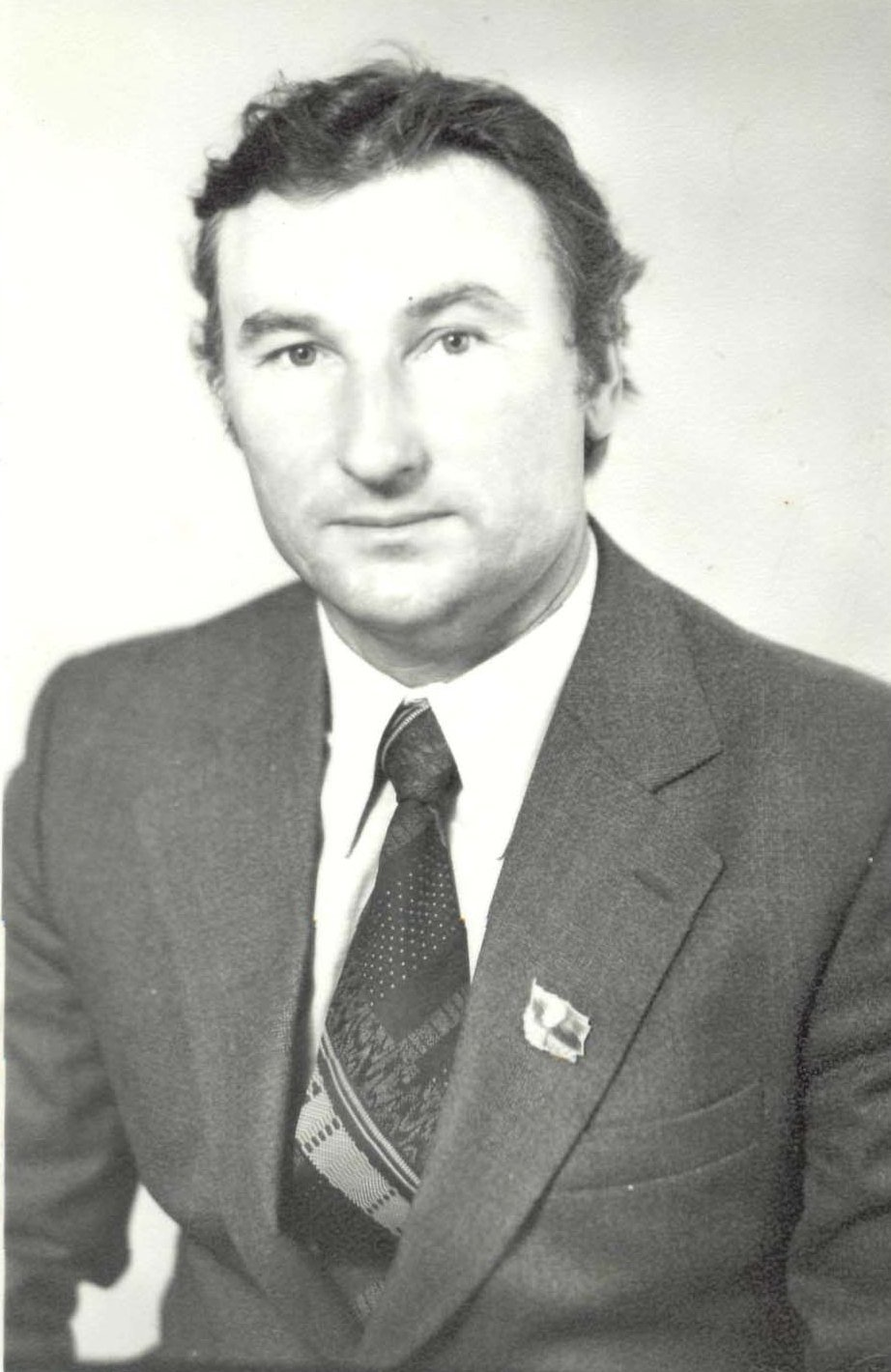
Сунцов Михаил Иванович

Сунцов, Михаил Иванович (1938) — ветеран труда, заслуженный механизатор РСФСР. Награждён орденом Трудового Красного Знамени, орденом Ленина. В 1984 был избран депутатом Верховного Совета СССР. Заслуженный механизатор Российской Федерации